# Comuna Verhnea, Kaluș
Verhnea (în ucraineană Верхня) este o comună în raionul Kaluș, regiunea Ivano-Frankivsk, Ucraina, formată din satele Ivankova și Verhnea (reședința).

## Demografie
Componența lingvistică a comunei Verhnea
     Ucraineană (99,71%)
     Alte limbi (0,3%)
Conform recensământului din 2001, majoritatea populației comunei Verhnea era vorbitoare de ucraineană (99,71%), existând în minoritate și vorbitori de alte limbi.